# 2015 TB145
2015 TB145 è un asteroide Apollo del diametro stimato di 600 metri. Scoperto nel 2015, presenta un'orbita caratterizzata da un semiasse maggiore pari a 2,1011550 au e da un'eccentricità di 0,8599991, inclinata di 39,68684° rispetto all'eclittica.
Il 31 ottobre 2015, alle ore 17:08 UT (18:08 ora italiana), è transitato a circa 1,27 distanze lunari dalla Terra alla velocità di circa 35 km/s (126.000 km/h): con riferimento a tale data venne anche informalmente chiamato asteroide di Halloween.
Il precedente approccio ad una simile distanza da parte di un oggetto di dimensioni simili (con magnitudo assoluta inferiore a 20) risaliva al 3 luglio 2006, quando 2004 XP14 transitò a 1,1 distanze lunari dal nostro pianeta. Il prossimo oggetto noto di dimensioni paragonabili che transiterà così vicino alla Terra sarà l'asteroide (137108) 1999 AN10, che sorvolerà il pianeta ad una distanza circa pari a quella lunare il 7 agosto 2027.

## Caratteristiche fisiche e orbitali
L'oggetto ha un'albedo di 0,06 che è solo di poco superiore a quella di una tipica cometa il cui range è 0,03-0,05. Questo fatto assieme all'elevata inclinazione orbitale ed eccentricità suggeriscono che 2015 TB145 possa essere una cometa estinta che ha perso le sue sostanze volatili in seguito a numerosi passaggi intorno al Sole.
Eventuali meteoroidi associati all'oogetto sarebbero stati attesi a a più di 0,0007 UA (100,000 km) dall'orbita terrestre con un radiante nella costellazione dell'Eridano. Le fotocamere dell'Allsky Meteor Surveillance (CAM) non hanno rilevato alcuna attività nella presunta zona del cielo durante il 2013 e il 2014 e anche per il passaggio del 2015 non venne notato nulla come previsto dai calcoli orbitali di Petrus Jenniskens e Jérémie Vaubaillon.
Il periodo orbitale leggermente superiore ai 3 anni fa sì che la distanza tra l'asteroide e la Terra al passaggio del primo sul piano dell'ellittica continui ad aumentare fino al 2045 circa per poi tornare a ridursi nella successiva trentina d'anni.

## Storia osservativa

Immagini radar riprese il 30 ottobre 2015 dal National Science Foundation's Arecibo Observatory.

### Passaggio del 2015
L'asteroide è stato osservato per la prima volta appena il 10 ottobre 2015 dal telescopio Pan-STARRS dell'Istituto per l'astronomia dell'Università delle Hawaii.
In corrispondenza del massimo avvicinamento alla Terra, l'asteroide ha raggiunto circa la decima magnitudine, ma con la Luna all'80% della sua fase che illuminava il cielo, l'osservazione dell'asteroide risultò difficile per gli astronomi amatoriali dotati di piccoli telescopi. La geometria dell'incontro ha favorito gli osservatori dell'emisfero settentrionale.
Il 31 ottobre 2015 alle 11:00 UT l'asteroide si trovava nella costellazione del Toro a circa 9 gradi dalla Luna, muovendosi ad una velocità di 3,4 gradi all'ora. Al momento di massimo avvicinamento alle 17:00 UT l'asteroide si trovava nella costellazione dell'Orsa Maggiore a circa 56 gradi dalla Luna e si muoveva a una velocità di 14,7 gradi all'ora. Dopo l'avvicinamento è diventato troppo debole e troppo vicino al Sole per essere visibile nel cielo.
L'avvicinamento alla Terra è stato sfruttato per eseguire osservazioni radar dell'asteroide con i telescopi Goldstone e Green Bank.

### Passaggio del 2018
Al successivo passaggio in prossimità della Terra fu osservato per la prima volta il 7 ottobre 2018 da Luca Buzzi dall'osservatorio Schiaparelli con una magnitude di 21.
La distanza minima dalla Terra fu raggiunta l'11 novembre 2018 a circa 0,267 ua (39.900.000 km) guadagnado una sola magnitudine rispetto alla riscoperta.